# Liste der Kulturdenkmale in Heilbad Heiligenstadt

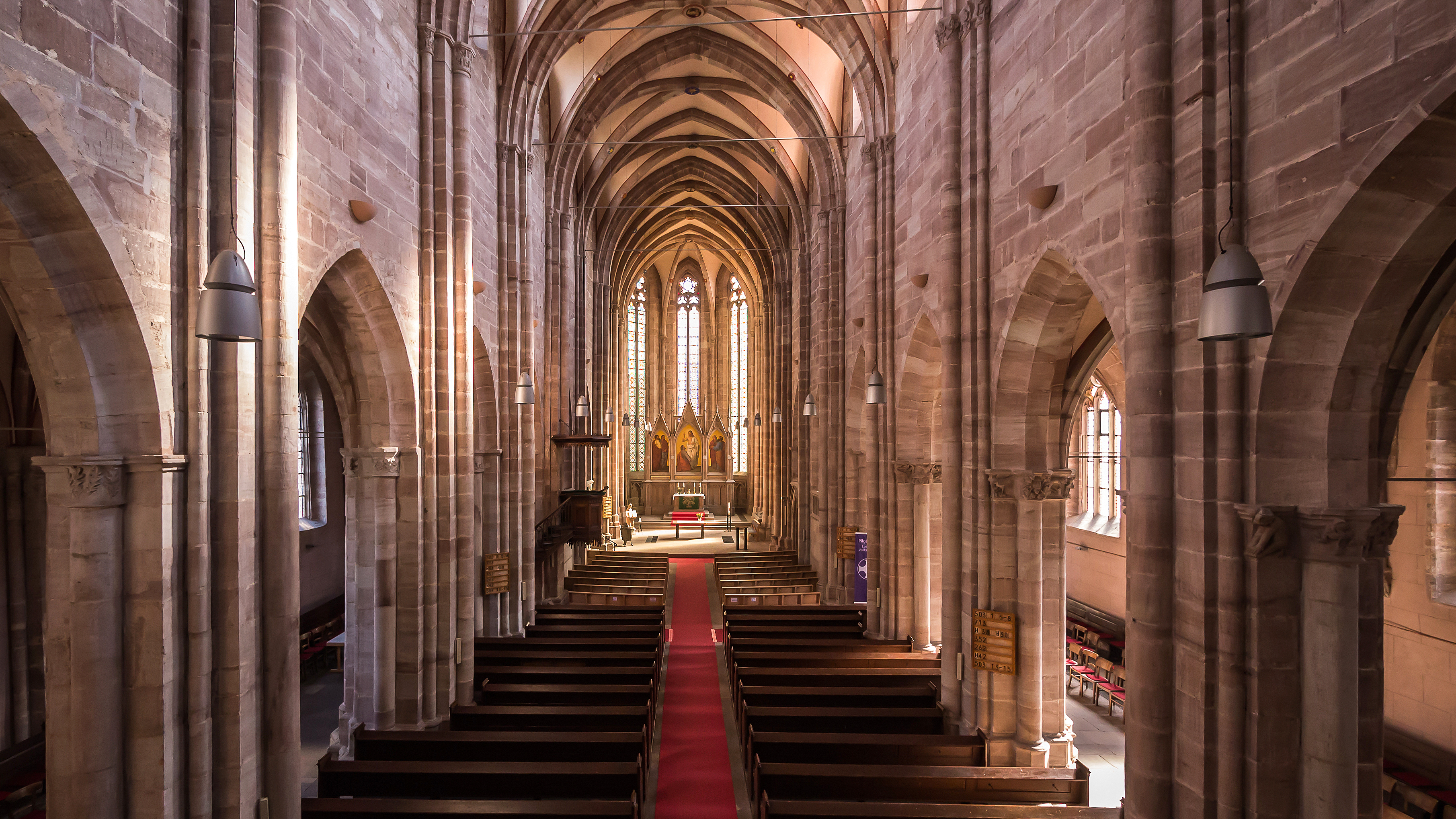
Pfarrkirche St. Martin

Stadtwappen

Die Liste der Kulturdenkmale in Heilbad Heiligenstadt umfasst die als Ensembles, Straßenzüge und Einzeldenkmale erfassten Kulturdenkmale der thüringischen Stadt Heilbad Heiligenstadt, die vom Thüringischen Landesamt für Denkmalpflege und Archäologie als Bau- und Kunstdenkmale auf dem Gebiet der Stadt mit Stand vom Dezember 1998 erfasst wurden.
Mögliche Kulturdenkmale in den Ortsteilen Bernterode, Bischhagen, Glasehausen, Mengelrode, Siemerode und Streitholz werden hier (noch) nicht berücksichtigt.

## Legende
- Bild: zeigt ein Bild des Kulturdenkmals und gegebenenfalls einen Link zu weiteren Fotos des Kulturdenkmals im Medienarchiv Wikimedia Commons
- Bezeichnung: Name, Bezeichnung oder die Art des Kulturdenkmals
- Lage: Wenn vorhanden Straßenname und Hausnummer des Kulturdenkmals; Grundsortierung der Liste erfolgt nach dieser Adresse. Der Link Karte führt zu verschiedenen Kartendarstellungen und nennt die Koordinaten des Kulturdenkmals.
 Kartenansicht, um Koordinaten zu setzen – in dieser Kartenansicht sind Kulturdenkmale ohne Koordinaten mit einem roten bzw. orangen Marker dargestellt und können in der Karte gesetzt werden. Kulturdenkmale ohne Bild sind mit einem blauen bzw. roten Marker gekennzeichnet, Kulturdenkmale mit Bild mit einem grünen bzw. orangen Marker.
- Datierung: gibt das Jahr der Fertigstellung beziehungsweise das Datum der Erstnennung oder den Zeitraum der Errichtung an
- Beschreibung: bauliche und geschichtliche Einzelheiten des Kulturdenkmals, vorzugsweise die Denkmaleigenschaften
- ID: Die ID identifiziert das Kulturdenkmal eindeutig. In Thüringen sind aktuell keine IDs veröffentlicht. In der ID-Spalte kann sich auch folgendes Icon  befinden, dies führt zu Angaben zu diesem Kulturdenkmal bei Wikidata.

## Kulturdenkmale nach Ortsteilen

### Heilbad Heiligenstadt
| Bild                                    | Bezeichnung                                                                                                  | Lage | Datierung | Beschreibung | ID |
| --------------------------------------- | --- | --- | --------- | --- | -- |
| weitere Bilder Fotos hochladen          | Denkmalensemble                                                                                              | Alte Stube 3–6, 18–33, 34, 16–73                                                                                     |           | |    |
| weitere Bilder Fotos hochladen          | Denkmalensemble                                                                                              | Am Berge 1, 2 |           | |    |
| weitere Bilder Fotos hochladen          | Denkmalensemble                                                                                              | Am Plan 5, 6, 8 |           | |    |
| Fotos hochladen                         | Denkmalensemble                                                                                              | Bahnhofstraße 1–2 |           | |    |
| weitere Bilder Fotos hochladen          | Denkmalensemble                                                                                              | Friedensplatz 1, 3–8                                                                                                 |           | |    |
| weitere Bilder Fotos hochladen          | Denkmalensemble                                                                                              | Göttinger Straße 1, 2, 3, 4, 5, 6, 26, 28, 30, 32                                                                    |           | |    |
| weitere Bilder Fotos hochladen          | Denkmalensemble                                                                                              | Heimenstein 1, 5, 7, 12, 14, 13, 15, 16, 17, 18, 19, 21, 22, 24, 25, 26, 27, 28, 29, 30, 31, 36, 38, 40, 44, 46      |           | |    |
| weitere Bilder Fotos hochladen          | Denkmalensemble                                                                                              | Kasseler Tor 2, 11, 12, 13, 14, 15, 17, 19                                                                           |           | |    |
| weitere Bilder Fotos hochladen          | Denkmalensemble                                                                                              | Knickhagen 1, 2, 3, 5, 6, 7, 8, 9, 11, 12, 13, 14, 15, 16                                                            |           | |    |
| weitere Bilder Fotos hochladen          | Denkmalensemble                                                                                              | Kollegiengasse 9, 10                                                                                                 |           | |    |
| weitere Bilder Fotos hochladen          | Denkmalensemble                                                                                              | Lindenallee 1, 2, 4, 6, 7, 8, 11, 12, 13, 18, 19, 20 & 21, 22, 23, 24, 26, 28, 30, 36, 38, 40, 42, 44                |           | |    |
| weitere Bilder Fotos hochladen          | Denkmalensemble                                                                                              | Marktstraße 2, 4, 5, 6, 7, 8, 10, 12                                                                                 |           | |    |
| weitere Bilder Fotos hochladen          | Denkmalensemble                                                                                              | Marktplatz 1, 2, 3, 5, 9, 10, 11, 12, 13, 14                                                                         |           | |    |
| weitere Bilder Fotos hochladen          | Denkmalensemble                                                                                              | Obere Altstadt 3, 5, 7, 9, 11, 13, 15, 17, 19, 21                                                                    |           | |    |
| weitere Bilder Fotos hochladen          | Denkmalensemble                                                                                              | Petristraße 9, 11, 17, 21                                                                                            |           | |    |
| weitere Bilder Fotos hochladen          | Denkmalensemble                                                                                              | Ratsgasse 9, 15, 18, 20, 22, 24, 26                                                                                  |           | |    |
| weitere Bilder Fotos hochladen          | Denkmalensemble                                                                                              | Schöllbach 3, 4, 5, 6, 7, 8, 9, 11, 12, 13, 14, 15, 17, 18                                                           |           | |    |
| weitere Bilder Fotos hochladen          | Denkmalensemble                                                                                              | Steinstraße 2, 3, 4, 5, 6, 7, 8, 9, 12, 14, 15, 16, 17, 18, 20                                                       |           | |    |
| weitere Bilder Fotos hochladen          | Denkmalensemble                                                                                              | Stubenstraße 14, 16, 18, 22, 24, 26, 30, 32                                                                          |           | |    |
| weitere Bilder Fotos hochladen          | Denkmalensemble                                                                                              | Wilhelmstraße 1, 2, 5 bis 8, 12, 14, 15 bis 17, 20, 23, 25, 27, 31, 36 bis 41 bis 63, 65 bis 68, 71, 73              |           | |    |
| weitere Bilder Fotos hochladen          | Denkmalensemble                                                                                              | Windische Gasse 1, 3 bis 7, 11 bis 13, 18 bis 21, 23, 24, 26, 28, 32, 34, 36, 42, 46, 60, 62, 66, 68, 30, 72, 74, 76 |           | |    |
| weitere Bilder Fotos hochladen          | Festmeilenstein                                                                                              | Richteberg (Karte)                                                                                                   |           | |    |
| weitere Bilder Fotos hochladen          | Ibergwarte                                                                                                   | Iberg (Osthang) |           | |    |
| weitere Bilder Fotos hochladen          | Stadtmauer mit Überbauungen                                                                                  | Flurstück:15-17,29,95,106/1-107/1                                                                                    |           | |    |
| Direkt Bild zu diesem Denkmal hochladen | Meridiansteine; Markierungssteine                                                                            | Ibergplateau |           | |    |
| BW                                      | Kurfürstenstein Obelisk                                                                                      | Ibergplateau (Karte)                                                                                                 |           | |    |
| Fotos hochladen                         | Denkmal Johannes Weinrich                                                                                    | Iberg (Nordhang) |           | |    |
| BW                                      | Klöppelsklus Rasthaus                                                                                        | Alte Chaussee (Karte)                                                                                                |           | |    |
| weitere Bilder Fotos hochladen          | Mühlgraben mit Auskleidung, Wehren u. Durchlässen                                                            | Flurstück: 15-105; 16-166; 17-170/1-2; 19-171; 27-79, 216, 217; 41 – 25-27                                           |           | |    |
| weitere Bilder Fotos hochladen          | Ehrenmal für Opfer des Ersten Weltkriegs: Gefallenendenkmal                                                  | Heinrich-Heine-Kurpark (Karte)                                                                                       |           | |    |
| weitere Bilder Fotos hochladen          | Völkerschlachtdenkmal                                                                                        | Heinrich-Heine-Kurpark (Karte)                                                                                       |           | |    |
| weitere Bilder Fotos hochladen          | Bildstock Hl. Christophorus                                                                                  | B80 (Parkplatz unterhalb der Burg) (Karte)                                                                           |           | |    |
| Fotos hochladen                         | Stationsweg und Kapelle                                                                                      | Elisabethhöhe (beim Nordeingang zur alten Burg)                                                                      |           | |    |
| weitere Bilder Fotos hochladen          | Villa | Aegidienstraße 8 (Karte)                                                                                             |           | |    |
| weitere Bilder Fotos hochladen          | Eichsfelder Kulturhaus                                                                                       | Aegidienstraße 13 |           | |    |
| Fotos hochladen                         | Robert Koch Relief                                                                                           | Aegidienstraße 24 (Karte)                                                                                            |           | Robert Koch Relief des Künstlers Walter Tuckermann |    |
| BW                                      | Keudelsteiner Halbreliefs; Portalskulptur                                                                    | Altstädter Kirchplatz 1 (Karte)                                                                                      |           | |    |
| weitere Bilder Fotos hochladen          | St. Marien; Pfarrkirche (katholisch); Ausstattung; Kirchhof; Treppenanlage                                   | Altstädter Kirchplatz 1 (Karte)                                                                                      |           | |    |
| weitere Bilder Fotos hochladen          | St. Annenkapelle; Ausstattung                                                                                | Altstädter Kirchplatz 1 (Karte)                                                                                      |           | |    |
| weitere Bilder Fotos hochladen          | Wohn- und Geschäftshaus                                                                                      | Am Berge 1 (Karte)                                                                                                   |           | |    |
| weitere Bilder Fotos hochladen          | Ratsmühle; Nebengebäude                                                                                      | Am Plan 6 (Karte) |           | |    |
| weitere Bilder Fotos hochladen          | Wohnhaus | An der Graden 1 (Karte)                                                                                              |           | |    |
| weitere Bilder Fotos hochladen          | Pumpenhaus                                                                                                   | Auf der Rinne (Karte)                                                                                                |           | |    |
| weitere Bilder Fotos hochladen          | Redemptoristenkloster;Kloster St. Klemens und Klosterkirche St. Gerhard; Kloster; Klosterkirche; Ausstattung | Auf der Rinne 17 (Karte)                                                                                             |           | |    |
| weitere Bilder Fotos hochladen          | Bahnhof | Bahnhofsplatz 1 (Karte)                                                                                              |           | |    |
| weitere Bilder Fotos hochladen          | Ehemalige Confektionsfabrik Leineweber Verwaltungsgebäude                                                    | Bahnhofsplatz 3 (Karte)                                                                                              |           | |    |
| weitere Bilder Fotos hochladen          | Hotel Traube                                                                                                 | Bahnhofstraße 2 (Karte)                                                                                              |           | |    |
| weitere Bilder Fotos hochladen          | Staatliches Gymnasium Heiligenstadt                                                                          | Bahnhofstraße 17 (Karte)                                                                                             |           | |    |
| weitere Bilder Fotos hochladen          | Ehemalige Nadelfabrik Engelmann; Industriebau                                                                | Bahnhofstraße 24 (Karte)                                                                                             |           | |    |
| weitere Bilder Fotos hochladen          | Wohn- und Geschäftshaus                                                                                      | Dingelstädter Straße 25a (Karte)                                                                                     |           | |    |
| weitere Bilder Fotos hochladen          | Ehrenfriedhof (sowjetisch)                                                                                   | Dingelstädter Straße 28 (Karte)                                                                                      |           | |    |
| weitere Bilder Fotos hochladen          | Bahnhof Ost                                                                                                  | Dingelstädter Straße 45 (Karte)                                                                                      |           | |    |
| weitere Bilder Fotos hochladen          | Bahnhof Ost; bewegliches technisches Gerät                                                                   | Dingelstädter Straße 45 (Karte)                                                                                      |           | |    |
| weitere Bilder Fotos hochladen          | Villa Liebisch; Ausstattung                                                                                  | Duvalstraße 11 (Karte)                                                                                               |           | |    |
| weitere Bilder Fotos hochladen          | Brückenfigur Heiliger Johannes Nepomuk                                                                       | Friedensplatz 1 (Karte)                                                                                              |           | |    |
| weitere Bilder Fotos hochladen          | St. Martin; Pfarrkirche (evangelisch); Ausstattung; Kirchhof                                                 | Friedensplatz 1 (Karte)                                                                                              |           | |    |
| weitere Bilder Fotos hochladen          | Bergschule St. Elisabeth                                                                                     | Friedensplatz 5 (Karte)                                                                                              |           | |    |
| weitere Bilder Fotos hochladen          | Kapelle Bergkloster                                                                                          | Friedensplatz 6 (Karte)                                                                                              |           | |    |
| weitere Bilder Fotos hochladen          | Dechantenkurie                                                                                               | Friedensplatz 7 (Karte)                                                                                              |           | |    |
| weitere Bilder Fotos hochladen          | Alte Sparkasse                                                                                               | Friedensplatz 8 (Karte)                                                                                              |           | |    |
| weitere Bilder Fotos hochladen          | Kurmainzisches Schloss und ehemaliges Oberamtshaus                                                           | Friedensplatz 8 (Karte)                                                                                              |           | Mainzer Schloss |    |
| weitere Bilder Fotos hochladen          | Herrenmühle; Kornspeicher; Scheune                                                                           | Fronmühlengasse 1 (Karte)                                                                                            |           | |    |
| weitere Bilder Fotos hochladen          | Alter Friedhof; Grabstein(e); Einfriedung; Allee; Friedhofskapelle                                           | Geisleder Tor (Karte)                                                                                                |           | |    |
| weitere Bilder Fotos hochladen          | Alter Friedhof,Gedenkstein für Kapp-Putsch; Grabmal Lerch und Opfermann                                      | Geisleder Tor (Karte)                                                                                                |           | |    |
| weitere Bilder Fotos hochladen          | Bildstock | Geisleder Tor (Friedhofsmauer) (Karte)                                                                               |           | |    |
| weitere Bilder Fotos hochladen          | Kurfürstliche Landschreiberei                                                                                | Göttinger Straße 3 (Karte)                                                                                           |           | |    |
| weitere Bilder Fotos hochladen          | Norddeutscher Bund; Gasthof                                                                                  | Göttinger Straße 25 (Karte)                                                                                          |           | |    |
| weitere Bilder Fotos hochladen          | Wohn- und Geschäftshaus                                                                                      | Göttinger Straße 32 (Karte)                                                                                          |           | |    |
| weitere Bilder Fotos hochladen          | Katholisches Kinderheim                                                                                      | Göttinger Straße 41 (Karte)                                                                                          |           | |    |
| weitere Bilder Fotos hochladen          | Wohnhaus | Heimenstein 29 (Karte)                                                                                               |           | |    |
| Direkt Bild zu diesem Denkmal hochladen | Villa Lampe                                                                                                  | Holzweg 2 |           | |    |
| weitere Bilder Fotos hochladen          | Hospital Heiliger Geist                                                                                      | Hospitalstraße 1 (Karte)                                                                                             |           | |    |
| weitere Bilder Fotos hochladen          | St. Georgius Kapelle                                                                                         | Hospitalstraße 1 (Karte)                                                                                             |           | |    |
| weitere Bilder Fotos hochladen          | Villa | Hospitalstraße 3 (Karte)                                                                                             |           | |    |
| weitere Bilder Fotos hochladen          | Friedhof (jüdisch)                                                                                           | Ibergstraße (Karte)                                                                                                  |           | Jüdischer Friedhof (Heilbad Heiligenstadt) |    |
| weitere Bilder Fotos hochladen          | Villa | Ibergstraße 18 (Karte)                                                                                               |           | |    |
| weitere Bilder Fotos hochladen          | Wohnhaus | Ibergstraße 20 (Karte)                                                                                               |           | Neubau |    |
| weitere Bilder Fotos hochladen          | Wohnhaus | Ibergstraße 22 (Karte)                                                                                               |           | |    |
| weitere Bilder Fotos hochladen          | Mainzer Haus (Literaturmuseum „Theodor Storm“); Wohnhaus                                                     | Kasseler Tor 2 (Karte)                                                                                               |           | |    |
| weitere Bilder Fotos hochladen          | Wohnhaus | Kasseler Tor 19 (Karte)                                                                                              |           | |    |
| weitere Bilder Fotos hochladen          | St.-Nikolaus-Kirche („Klauskirche“, katholisch)                                                              | Klausberg 5 (Karte)                                                                                                  |           | Ehemalige katholische Pfarrkirche St. Nikolaus, erbaut in der zweiten Hälfte des 14. Jahrhunderts, im Dreißigjährigen Krieg zerstört. Altarraum 1883 gesichert. Vermutlich Taufkirche Tilman Riemenschneiders |    |
| weitere Bilder Fotos hochladen          | Klausmühle                                                                                                   | Klausgasse 2 (Karte)                                                                                                 |           | |    |
| weitere Bilder Fotos hochladen          | Wohnhaus | Knickhagen 5 (Karte)                                                                                                 |           | |    |
| weitere Bilder Fotos hochladen          | Wohnhaus | Knickhagen 14 (Karte)                                                                                                |           | |    |
| weitere Bilder Fotos hochladen          | Ehemaliges Zwehl’sches Wohnhaus                                                                              | Knickhagen 16 (Karte)                                                                                                |           | |    |
| weitere Bilder Fotos hochladen          | Tannenburg, Stadtmauerüberbauung                                                                             | Knickhagen 18 (Karte)                                                                                                |           | |    |
| weitere Bilder Fotos hochladen          | ehem. Jesuitenkolleg; Eichsfelder Heimatmuseum                                                               | Kollegiengasse 10 (Karte)                                                                                            |           | |    |
| weitere Bilder Fotos hochladen          | Sonnenuhr | Kollegiengasse 10 (Karte)                                                                                            |           | |    |
| weitere Bilder Fotos hochladen          | Theodor Storm Figur                                                                                          | Liesebühl 2 (Karte)                                                                                                  |           | |    |
| weitere Bilder Fotos hochladen          | Villa; Ausstattung; Einfriedung                                                                              | Liesebühl 14 (Karte)                                                                                                 |           | |    |
| weitere Bilder Fotos hochladen          | Bildstock | Liesebühl 25 (Karte)                                                                                                 |           | |    |
| weitere Bilder Fotos hochladen          | Gefallenendenkmal                                                                                            | Lindenallee (Karte)                                                                                                  |           | |    |
| weitere Bilder Fotos hochladen          | Wohnhaus | Lindenallee 11 (Karte)                                                                                               |           | |    |
| weitere Bilder Fotos hochladen          | Wohnhaus; Ausstattung; Pavillon; Gartenhaus                                                                  | Lindenallee 19 (Karte)                                                                                               |           | |    |
| weitere Bilder Fotos hochladen          | Bischöfliches Konvikt; Marcel-Callo-Haus                                                                     | Lindenallee 21 (Karte)                                                                                               |           | |    |
| weitere Bilder Fotos hochladen          | Lorenz-Kellner-Schule (ehemalige POS 1)                                                                      | Lindenallee 23 (Karte)                                                                                               |           | |    |
| weitere Bilder Fotos hochladen          | Propstei | Lindenallee 44 (Karte)                                                                                               |           | |    |
| weitere Bilder Fotos hochladen          | Neptunbrunnen; Brunnenskulptur                                                                               | Marktplatz (Karte)                                                                                                   |           | |    |
| weitere Bilder Fotos hochladen          | Pfarrhaus; Ausstattung; Figur                                                                                | Marktplatz 5 (Karte)                                                                                                 |           | |    |
| weitere Bilder Fotos hochladen          | Wohnhaus | Marktplatz 7 (Karte)                                                                                                 |           | |    |
| weitere Bilder Fotos hochladen          | St. Ägidien; Pfarrkirche (katholisch); Ausstattung; Kirchhof                                                 | Neustädter Kirchgasse 5 (Karte)                                                                                      |           | |    |
| weitere Bilder Fotos hochladen          | Mariahilfkapelle; Ausstattung                                                                                | Neustädter Kirchgasse 5 (Karte)                                                                                      |           | |    |
| weitere Bilder Fotos hochladen          | Wohnhaus | Obere Altstadt 11 (Karte)                                                                                            |           | |    |
| weitere Bilder Fotos hochladen          | Preußischer Festmeilenstein                                                                                  | Petristraße 2-Holzweg 1 (Karte)                                                                                      |           | |    |
| weitere Bilder Fotos hochladen          | Wohnhaus | Petristraße 10 (Karte)                                                                                               |           | |    |
| weitere Bilder Fotos hochladen          | Wohnhaus | Petristraße 11 (Karte)                                                                                               |           | |    |
| weitere Bilder Fotos hochladen          | Wohnhaus | Petristraße 17 (Karte)                                                                                               |           | |    |
| weitere Bilder Fotos hochladen          | Post | Petristraße 20 (Karte)                                                                                               |           | |    |
| weitere Bilder Fotos hochladen          | Wohnhaus; Ausstattung                                                                                        | Petristraße 31–35 (Karte)                                                                                            |           | |    |
| Direkt Bild zu diesem Denkmal hochladen | Friedrich-Ludwig-Jahn-Denkmal                                                                                | Philosophenweg |           | |    |
| weitere Bilder Fotos hochladen          | Altes Rathaus; Thomas-Müntzer-Gedenktafel                                                                    | Ratsgasse 9 (Karte)                                                                                                  |           | |    |
| weitere Bilder Fotos hochladen          | Uhlenburg (Reste); Mauer; Torbogen                                                                           | Ratsgasse 13 (Karte)                                                                                                 |           | |    |
| weitere Bilder Fotos hochladen          | Johanniterhaus; Stiftsgebäude; Futtermauer                                                                   | Richteberg 2 (Karte)                                                                                                 |           | |    |
| weitere Bilder Fotos hochladen          | Wohnhaus | Richteberg 6 (Karte)                                                                                                 |           | |    |
| weitere Bilder Fotos hochladen          | Wohnhaus | Robert-Koch-Straße 22 (Karte)                                                                                        |           | |    |
| weitere Bilder Fotos hochladen          | Hüchelheimer Tor                                                                                             | Scheuche (Karte) |           | |    |
| weitere Bilder Fotos hochladen          | Wohnhaus | Schöllbach 8 (Karte)                                                                                                 |           | |    |
| weitere Bilder Fotos hochladen          | Wohn- und Geschäftshaus                                                                                      | Schöllbach 11 (Karte)                                                                                                |           | |    |
| weitere Bilder Fotos hochladen          | Wohnhaus | Schöllbach 14 (Karte)                                                                                                |           | |    |
| weitere Bilder Fotos hochladen          | Wohnhaus | Schöllbach 15 (Karte)                                                                                                |           | |    |
| weitere Bilder Fotos hochladen          | Wohnhaus | Schöllbach 18 (Karte)                                                                                                |           | |    |
| weitere Bilder Fotos hochladen          | Villa Louise; Ausstattung                                                                                    | Steingraben 11 (Karte)                                                                                               |           | |    |
| weitere Bilder Fotos hochladen          | Ehemalige Rindermannsche Schmiede; Wohnhaus                                                                  | Steinstraße 5 (Karte)                                                                                                |           | |    |
| weitere Bilder Fotos hochladen          | Synagoge | Stubenstraße 14 (Karte)                                                                                              |           | |    |
| weitere Bilder Fotos hochladen          | Alte Apotheke                                                                                                | Stubenstraße 18 (Karte)                                                                                              |           | |    |
| weitere Bilder Fotos hochladen          | Mühlenportal                                                                                                 | Werner-Martin-Weg 2 (Karte)                                                                                          |           | |    |
| weitere Bilder Fotos hochladen          | Haus Iberg; Posthalterei; Ausstattung                                                                        | Wilhelmstraße 20 (Karte)                                                                                             |           | |    |
| weitere Bilder Fotos hochladen          | Wohn- und Geschäftshaus                                                                                      | Wilhelmstraße 27 (Karte)                                                                                             |           | |    |
| weitere Bilder Fotos hochladen          | Café Central (CC); Patrizierhaus                                                                             | Wilhelmstraße 37 (Karte)                                                                                             |           | |    |
| weitere Bilder Fotos hochladen          | Ehemaliges Haus Westernhagen; Wohn- und Geschäftshaus                                                        | Wilhelmstraße 39 (Karte)                                                                                             |           | |    |
| weitere Bilder Fotos hochladen          | Schwanenapotheke                                                                                             | Wilhelmstraße 40 |           | |    |
| weitere Bilder Fotos hochladen          | Deutsches Haus; Gerichtsgebäude                                                                              | Wilhelmstraße 41 (Karte)                                                                                             |           | |    |
| weitere Bilder Fotos hochladen          | Reichshof; Freihaus; Ausstattung                                                                             | Wilhelmstraße 43 (Karte)                                                                                             |           | |    |
| weitere Bilder Fotos hochladen          | Ehemaliges Haus Lovis; Wohnhaus                                                                              | Wilhelmstraße 47 (Karte)                                                                                             |           | |    |
| weitere Bilder Fotos hochladen          | Neues Rathaus                                                                                                | Wilhelmstraße 50 (Karte)                                                                                             |           | |    |
| weitere Bilder Fotos hochladen          | Wohn- und Geschäftshaus                                                                                      | Wilhelmstraße 52 (Karte)                                                                                             |           | |    |
| weitere Bilder Fotos hochladen          | Eichsfelder Hof; Gasthof; Saal                                                                               | Wilhelmstraße 56 (Karte)                                                                                             |           | |    |
| weitere Bilder Fotos hochladen          | Wohn- und Geschäftshaus                                                                                      | Wilhelmstraße 63 (Karte)                                                                                             |           | |    |
| weitere Bilder Fotos hochladen          | Goldenes Kreuz; Gefängnis; Ausstattung                                                                       | Wilhelmstraße 68 (Karte)                                                                                             |           | |    |
| weitere Bilder Fotos hochladen          | Wohnhaus; Straßenüberbauung; Pflaster                                                                        | Wilhelmstraße 71 (Karte)                                                                                             |           | |    |
| weitere Bilder Fotos hochladen          | Torwache; Torhaus                                                                                            | Wilhelmstraße 105 (Karte)                                                                                            |           | |    |
| weitere Bilder Fotos hochladen          | Wohnhaus; Einfriedungsmauer                                                                                  | Windische Gasse 6 (Karte)                                                                                            |           | |    |
| weitere Bilder Fotos hochladen          | Wohnhaus | Windische Gasse 11 (Karte)                                                                                           |           | |    |
| weitere Bilder Fotos hochladen          | Wohnhaus | Windische Gasse 12 (Karte)                                                                                           |           | |    |
| weitere Bilder Fotos hochladen          | Wohnhaus | Windische Gasse 18 (Karte)                                                                                           |           | |    |
| weitere Bilder Fotos hochladen          | Wohnhaus | Windische Gasse 21 (Karte)                                                                                           |           | |    |
| weitere Bilder Fotos hochladen          | Wohnhaus | Windische Gasse 46 (Karte)                                                                                           |           | |    |

### Bernterode
| Bild                                    | Bezeichnung                                                                   | Lage                                                                  | Datierung | Beschreibung | ID |
| --------------------------------------- | ----------------------------------------------------------------------------- | --------------------------------------------------------------------- | --------- | ------------ | -- |
| weitere Bilder Fotos hochladen          | Kirche / Kath. Kirche St. Cyriakus                                            | Alte Schule 1; An der Chaussee Flur 9 / Flurstück(e) 170, 171 (Karte) |           |              |    |
| Direkt Bild zu diesem Denkmal hochladen | Gutshaus mit Wirtschaftsgebäude                                               | Alte Schule 2 Flur 9 / Flurstück(e) 174/5                             |           |              |    |
| Direkt Bild zu diesem Denkmal hochladen | Wohnhaus                                                                      | An der Chaussee 32 am Anger; Flur 9 / Flurstück(e) 200                |           |              |    |
| Direkt Bild zu diesem Denkmal hochladen | Gehöft                                                                        | An der Chaussee 34 am Anger; Flur 9 / Flurstück(e) 199                |           |              |    |
| Direkt Bild zu diesem Denkmal hochladen | Wohnhaus                                                                      | An der Chaussee 40 Flur 9 / Flurstück(e) 287/190                      |           |              |    |
| Direkt Bild zu diesem Denkmal hochladen | Wohnhaus / sog. Schweizerhaus                                                 | An der Chaussee 44 Ecklage zum Zwingel Flur 9 / Flurstück(e) 284/190  |           |              |    |
| Direkt Bild zu diesem Denkmal hochladen | Anger                                                                         | An der Chaussee o. Nr. Flur 9 / Flurstück(e) 227/2                    |           |              |    |
| weitere Bilder Fotos hochladen          | Kirche mit Ausstattung und Kirchhof / Depositum der Filialkirche St. Cyriakus | Fuhrweg 27; Am Kirchberg Flur 9 / Flurstück(e) 143, 144/1 (Karte)     |           |              |    |
| Direkt Bild zu diesem Denkmal hochladen | Bildstock                                                                     | Fuhrweg o. Nr. Flur 9 / Flurstück(e) 236                              |           |              |    |

### Flinsberg
| Bild                                    | Bezeichnung                                                         | Lage | Datierung    | Beschreibung                         | ID |
| --------------------------------------- | ------------------------------------------------------------------- | --- | ------------ | ------------------------------------ | -- |
| weitere Bilder Fotos hochladen          | Kirche mit Ausstattung und Kirchhof / Kath. Filialkirche St. Martin | St.-Martins-Gasse 1 Flur 2 / Flurstück(e) 5014/1 (Karte)                                                        | 21. Mai 1756 |                                      |    |
| weitere Bilder Fotos hochladen          | Bildstock                                                           | Hauptstraße/Picksweg o. Nr. Ortsausgang nach Kalteneber Flur 2 / Flurstück(e) 249/106 (Karte)                   |              |                                      |    |
| weitere Bilder Fotos hochladen          | Bildstock                                                           | Heuthener Straße/Hauptstraße o. Nr. Ortsausgang Richtung Heuthen, im Ort; Flur 2 / Flurstück(e) 249/105 (Karte) |              |                                      |    |
| weitere Bilder Fotos hochladen          | Bildstock                                                           | Warteberg (Karte)                                                                                               |              |                                      |    |
| Direkt Bild zu diesem Denkmal hochladen | Gehöft                                                              | Hauptstraße 9 Flur 2 / Flurstück(e) 249/49                                                                      |              |                                      |    |
| weitere Bilder Fotos hochladen          | Bildstock                                                           | St.-Martins-Gasse o. Nr. bei der Kirche Flur 2 / Flurstück(e) 5014/1 (Karte)                                    |              |                                      |    |
| weitere Bilder Fotos hochladen          | Bildstock                                                           | Alte Gasse o. Nr. Flur 2 / Flurstück(e) 241 (Karte)                                                             |              |                                      |    |
| weitere Bilder Fotos hochladen          | Wohnhaus mit Torbau                                                 | Martinfelder Straße 1 Flur 2 / Flurstück(e) 249/95, 249/41 (Karte)                                              |              | ehemals geführt unter Dorfstraße 45a |    |
| Direkt Bild zu diesem Denkmal hochladen | Gedenkstein                                                         | unweit der Ortslage im Wald                                                                                     |              |                                      |    |

### Glasehausen
| Bild                                    | Bezeichnung                                                       | Lage                                               | Datierung | Beschreibung | ID |
| --------------------------------------- | ----------------------------------------------------------------- | -------------------------------------------------- | --------- | ------------ | -- |
| weitere Bilder Fotos hochladen          | Kirche mit Ausstattung / Kath. Filialkirche St. Johannis Baptista | Gartetalstraße 20 Flur 2 / Flurstück(e) 65 (Karte) |           |              |    |
| Direkt Bild zu diesem Denkmal hochladen | Gehöft                                                            | Gartetalstraße 31 Flur 2 / Flurstück(e) 84/1       |           |              |    |
| Direkt Bild zu diesem Denkmal hochladen | Hofanlage                                                         | Gartetalstraße 35 Flur 2 / Flurstück(e) 87/1       |           |              |    |
| Direkt Bild zu diesem Denkmal hochladen | Hofanlage                                                         | Gartetalstraße 37 Flur 2 / Flurstück(e) 88         |           |              |    |
| Direkt Bild zu diesem Denkmal hochladen | Hofanlage                                                         | Zum Grünen Band 20 Flur 2 / Flurstück(e) 82/1      |           |              |    |
| Direkt Bild zu diesem Denkmal hochladen | Bildstock                                                         | Der Gellenberg Flur 3 / Flurstück(e) 19            |           |              |    |
| Direkt Bild zu diesem Denkmal hochladen | Bildstock                                                         | Am Günteröder Berge Flur 3 / Flurstück(e) 54       |           |              |    |
| Direkt Bild zu diesem Denkmal hochladen | Bildstock                                                         | Der Rinkenbruch Flur 3 / Flurstück(e) 42           |           |              |    |
| Direkt Bild zu diesem Denkmal hochladen | Anger                                                             | Flur 2 / Flurstück(e) 128/1                        |           |              |    |
| Direkt Bild zu diesem Denkmal hochladen | Bildstock                                                         | Oberdorf Flur 2 / Flurstück(e) 130                 |           |              |    |

### Günterode
| Bild                                    | Bezeichnung                   | Lage                                | Datierung | Beschreibung                                              | ID |
| --------------------------------------- | ----------------------------- | ----------------------------------- | --------- | --------------------------------------------------------- | -- |
| weitere Bilder Fotos hochladen          | Kirche (katholisch)           | Flurstück 7-27/1 (Karte)            |           | St. Georg (Günterode)                                     |    |
| Fotos hochladen                         | Antoniusklus                  | Beim Flugfeld                       |           | vermutlich ein Restbauwerk (Schlag) an einer alten Grenze |    |
| Direkt Bild zu diesem Denkmal hochladen | Bildstock                     | Hinterdorfstraße                    |           |                                                           |    |
| Fotos hochladen                         | Bildstock                     | Straße Richtung Glasehausen (Karte) |           |                                                           |    |
| Direkt Bild zu diesem Denkmal hochladen | Bildstock                     | Waldrand beim Flugfeld              |           |                                                           |    |
| Fotos hochladen                         | Bildstock                     | Teichstraße (Karte)                 |           |                                                           |    |
| Direkt Bild zu diesem Denkmal hochladen | Mariengrotte                  | Hinterdorfstraße                    |           |                                                           |    |
| Fotos hochladen                         | Anger                         | Flurstück 7-101 (Karte)             |           |                                                           |    |
| Direkt Bild zu diesem Denkmal hochladen | Wohnhaus mit Torbau           | Mitteldorfstraße 1                  |           |                                                           |    |
| Direkt Bild zu diesem Denkmal hochladen | Wohnhaus                      | Mitteldorfstraße 5                  |           |                                                           |    |
| Direkt Bild zu diesem Denkmal hochladen | Gehöft                        | Mitteldorfstraße 22                 |           |                                                           |    |
| Direkt Bild zu diesem Denkmal hochladen | Wohnhaus                      | Mitteldorfstraße 52                 |           |                                                           |    |
| Direkt Bild zu diesem Denkmal hochladen | Hofanlage                     | Queckhagen 12                       |           |                                                           |    |
| Direkt Bild zu diesem Denkmal hochladen | Hofanlage                     | Queckhagen 16                       |           |                                                           |    |
| Direkt Bild zu diesem Denkmal hochladen | Wohnhaus                      | Queckhagen 32                       |           |                                                           |    |
| Direkt Bild zu diesem Denkmal hochladen | Gasthaus (ehemalig Zur Linde) | Teichstraße 24                      |           |                                                           |    |

### Kalteneber
| Bild                                    | Bezeichnung             | Lage                    | Datierung | Beschreibung | ID |
| --------------------------------------- | ----------------------- | ----------------------- | --------- | ------------ | -- |
| weitere Bilder Fotos hochladen          | Kirche (katholisch)     | Mittelstraße 12 (Karte) |           |              |    |
| Fotos hochladen                         | Stationsweg und Kapelle | Straße nach Bernterode  |           |              |    |
| Fotos hochladen                         | Wohnhaus                | Lorenz-Kellner-Straße 1 |           |              |    |
| Direkt Bild zu diesem Denkmal hochladen | Wohnhaus                | Flußstraße 7            |           |              |    |
| Direkt Bild zu diesem Denkmal hochladen | Hofanlage               | Rodegasse 6             |           |              |    |

### Mengelrode
| Bild                                    | Bezeichnung                                                                               | Lage                                             | Datierung | Beschreibung | ID |
| --------------------------------------- | ----------------------------------------------------------------------------------------- | ------------------------------------------------ | --------- | ------------ | -- |
| Direkt Bild zu diesem Denkmal hochladen | Wohnhaus                                                                                  | An der Beber 4 Flur 6 / Flurstück(e) 33/2        |           |              |    |
| Direkt Bild zu diesem Denkmal hochladen | Wohnhaus                                                                                  | Hungerberg 11 Flur 6 / Flurstück(e) 31/4         |           |              |    |
| Direkt Bild zu diesem Denkmal hochladen | Wohnhaus                                                                                  | Hungerberg 9 Flur 6 / Flurstück(e) 30/2          |           |              |    |
| weitere Bilder Fotos hochladen          | Kirche mit Ausstattung, Kirchhof und Einfriedung / Kath. Filialkirche St. Maria Magdalena | Kirchberg 1 Flur 7 / Flurstück(e) 85/18 (Karte)  |           |              |    |
| Direkt Bild zu diesem Denkmal hochladen | Wohnhaus                                                                                  | Kirchberg 5 Flur 7 / Flurstück(e) 16/1           |           |              |    |
| Direkt Bild zu diesem Denkmal hochladen | Wohnhaus                                                                                  | Kirchberg 9, 11 Flur 7 / Flurstück(e) 10/2, 10/5 |           |              |    |
| Direkt Bild zu diesem Denkmal hochladen | Wohnhaus                                                                                  | Lange Reihe 2 Flur 7 / Flurstück(e) 12           |           |              |    |
| Direkt Bild zu diesem Denkmal hochladen | Wohnhaus                                                                                  | Lange Reihe 3 Flur 7 / Flurstück(e) 40/4         |           |              |    |
| Direkt Bild zu diesem Denkmal hochladen | Anger                                                                                     | Lange Reihe o. Nr. Flur 7 / Flurstück(e) 14/2    |           |              |    |
| Direkt Bild zu diesem Denkmal hochladen | Gehöft                                                                                    | Stadtgasse 23 Flur 5 / Flurstück(e) 49           |           |              |    |
| Direkt Bild zu diesem Denkmal hochladen | Scheune                                                                                   | Stadtgasse 42 Flur 6 / Flurstück(e) 44/2         |           |              |    |

### Rengelrode
| Bild                                    | Bezeichnung            | Lage                                   | Datierung | Beschreibung | ID |
| --------------------------------------- | ---------------------- | -------------------------------------- | --------- | ------------ | -- |
| weitere Bilder Fotos hochladen          | Kirche (katholisch)    | Dorfstraße 1 (Karte)                   |           |              |    |
| Fotos hochladen                         | Bildstock              | Am Kirchhof (Karte)                    |           |              |    |
| Fotos hochladen                         | Bildstock              | Beberstr./Steinheuteröder Weg (Karte)  |           |              |    |
| Direkt Bild zu diesem Denkmal hochladen | Bildstock              | Steingraben                            |           |              |    |
| Fotos hochladen                         | Bildstock              | Am Ölberg                              |           |              |    |
| Direkt Bild zu diesem Denkmal hochladen | Bildstock              | Waldrand Richtung                      |           |              |    |
| Fotos hochladen                         | Rengelröder Warte      | Flur 3 (Karte)                         |           |              |    |
| Direkt Bild zu diesem Denkmal hochladen | Wohnhaus               | Beberstraße 27                         |           |              |    |
| Direkt Bild zu diesem Denkmal hochladen | Wohnhaus               | Beberstraße 19                         |           |              |    |
| Direkt Bild zu diesem Denkmal hochladen | Schule und Pfarrhaus   | Dorfstraße 2–3                         |           |              |    |
| Direkt Bild zu diesem Denkmal hochladen | Wohnhaus               | Dorfstraße 13                          |           |              |    |
| Direkt Bild zu diesem Denkmal hochladen | Hofanlage              | Dorfstraße 39                          |           |              |    |
| Direkt Bild zu diesem Denkmal hochladen | Hofanlage mit Backhaus | Dorfstraße 41–42                       |           |              |    |
| Direkt Bild zu diesem Denkmal hochladen | Hofanlage mit Mauer    | Dorfstraße 43                          |           |              |    |
| Direkt Bild zu diesem Denkmal hochladen | Hofanlage              | Lärenstraße 51                         |           |              |    |
| Direkt Bild zu diesem Denkmal hochladen | Wohnhaus               | Steingraben 56                         |           |              |    |
| Direkt Bild zu diesem Denkmal hochladen | Hofanlage              | Steinheuteröder Weg 4                  |           |              |    |
| Direkt Bild zu diesem Denkmal hochladen | Denkmalensemble        | Beberstraße 19                         |           |              |    |
| Direkt Bild zu diesem Denkmal hochladen | Denkmalensemble        | Dorfstraße 1, 2, 3, 38, 41, 42, 43, 59 |           |              |    |
| Direkt Bild zu diesem Denkmal hochladen | Denkmalensemble        | Steinheuteröder Weg 17, 18             |           |              |    |

### Siemerode
| Bild                                    | Bezeichnung                                                                       | Lage | Datierung | Beschreibung | ID |
| --------------------------------------- | --------------------------------------------------------------------------------- | --- | --------- | ------------ | -- |
| weitere Bilder Fotos hochladen          | Kapelle mit Ausstattung und Mariensäule / Katholische Kapelle St. Maria Magdalena | Siemeröder Straße 23 Rückwärtig auf dem Grundstück Pfaffenbreite 58, 58a; Flur 2 / Flurstück(e) 131/4, 128/3, 129 (Karte) |           |              |    |
| weitere Bilder Fotos hochladen          | Kirche mit Ausstattung / Kath. Pfarrkirche St. Nikolai                            | Unterdorf 5c Flur 2 / Flurstück(e) 120/3, 120/4, 121/8 (Karte)                                                            |           |              |    |
| Direkt Bild zu diesem Denkmal hochladen | Gedenkstein / Fegebankswarte                                                      | Anhöhe zwischen Siemerode und Bischhagen; ohne Flurstück, Standort unklar (03.2021 DSp)                                   |           |              |    |
| Direkt Bild zu diesem Denkmal hochladen | Bildstock                                                                         | Weißenbörner/Glasehäuser Straße Flur 2 / Flurstück(e) 429/59                                                              |           |              |    |
| Direkt Bild zu diesem Denkmal hochladen | Anger mit Angertisch, Angerlinde und Einfriedung                                  | Winkel/Mitteldorf Flur 2 / Flurstück(e) 120/4 falsches Flurstück                                                          |           |              |    |

### Streitholz
| Bild                                    | Bezeichnung                                                                                   | Lage                                                                                       | Datierung | Beschreibung | ID |
| --------------------------------------- | --------------------------------------------------------------------------------------------- | ------------------------------------------------------------------------------------------ | --------- | ------------ | -- |
| weitere Bilder Fotos hochladen          | Kirche mit Ausstattung, Kirchhof und Einfriedung / Kath. Filialkirche St. Johannes Evangelist | Streitholz 1 Flur 2 / Flurstück(e) 125/2 (Karte)                                           |           |              |    |
| Direkt Bild zu diesem Denkmal hochladen | Gehöft                                                                                        | Streitholz 3 Flur 2 / Flurstück(e) 85/5, 85/6, 86/5, 86/6                                  |           |              |    |
| Direkt Bild zu diesem Denkmal hochladen | Gehöft                                                                                        | Streitholz 5 Flur 2 / Flurstück(e) 128                                                     |           |              |    |
| Direkt Bild zu diesem Denkmal hochladen | Bildstock                                                                                     | Vor dem breiten Holz o. Nr. zwischen Streitholz und Mengelrode Flur 2 / Flurstück(e) 176/2 |           |              |    |

## Bodendenkmale

### Flinsberg
| Bild | Bezeichnung  | Lage                                                                         | Datierung | Beschreibung | ID |
| ---- | ------------ | ---------------------------------------------------------------------------- | --------- | ------------ | -- |
| BW   | Altes Schloß | Ibenkuppe, ca. 1,6 km ssö von Flinsberg. Flur 3 / Flurstück(e) 210/4 (Karte) |           |              |    |

## Ehemalige Kulturdenkmale

### Flinsberg
| Bild                                    | Bezeichnung         | Lage                                                   | Datierung | Beschreibung | ID |
| --------------------------------------- | ------------------- | ------------------------------------------------------ | --------- | ------------ | -- |
| weitere Bilder Fotos hochladen          | Denkmalensemble     | Dorfstraße 1,2,3,4,5a,6a,7,10, 13,26,35,37,42,44,45,45 |           |              |    |
| Direkt Bild zu diesem Denkmal hochladen | Wohnhaus            | Dorfstraße 2                                           |           |              |    |
| Direkt Bild zu diesem Denkmal hochladen | Wohnhaus mit Torbau | Dorfstraße 4                                           |           |              |    |
| Direkt Bild zu diesem Denkmal hochladen | Wohnhaus            | Dorfstraße 13                                          |           |              |    |
| weitere Bilder Fotos hochladen          | Ehemalige Schule    | Dorfstraße 45 (Karte)                                  |           |              |    |